# Zipfelbund
Der Zipfelbund (tysk: Spids- eller Hjørneforbundet) er et samarbejde mellem fire af Tysklands yderste kommuner: List, den nordligste kommune, Selfkant, den vestligste kommune, Oberstdorf, den sydligste kommune og Görlitz, en af de østligste kommuner.
| Verdenshjørne | Våbenskjold | Kommune    | Delstat             | Koordinater                                     | Beboerne (2014) |
| ------------- | ----------- | ---------- | ------------------- | ----------------------------------------------- | --------------- |
| Nord          |             | List       | Slesvig-Holsten     | 55°01′07″N 8°25′56″Ø / 55.018611°N 8.432222°Ø   | 1.548           |
| Øst           |             | Görlitz    | Sachsen             | 51°09′10″N 14°59′14″Ø / 51.152778°N 14.987222°Ø | 54.193          |
| Syd           |             | Oberstdorf | Bayern              | 47°24′35″N 10°16′45″Ø / 47.409722°N 10.279167°Ø | 9.590           |
| Vest          |             | Selfkant   | Nordrhein-Westfalen | 51°01′00″N 5°55′00″Ø / 51.016667°N 5.916667°Ø   | 9.988           |

De fire kommuner har siden 1999 sammen deltaget i den årlige fejring af Tysklands genforening den 3. oktober.
Tysklands yderligste punkter i verdenshjørnerne nord, syd og vest ligger i tre af kommunerne i Zipfelbund. Tysklands østligste punkt ligger i Görlitz' nabokommune mod nord, Neißeaue.
Zipfelbund har siden 2008 uddelt prisen "Preis der Deutschen Zipfel" til personer eller institutioner der har ydet en særlig indsats for sociale problemer i Tyskland. Prisen er på 4.000 euro, 1.000 euro pr. medlem i Zipfelbund.